# 内布拉斯加号潜艇 (SSBN-739)
内布拉斯加号潜艇 (SSBN-739)是美国海军中的第十四艘俄亥俄级核潜艇，同时也是美国海军中第二艘以内布拉斯加州之名命名的军舰。
1987年5月26日，位于康涅狄格州格罗顿的通用动力下属公司电船公司获得建造该潜艇的合同；1987年6月6日，建造方开始铺设龙骨。1992年8月15日，参议员J·詹姆斯·艾克松之妻——帕特里夏·艾克松夫人主持了该潜艇的下水仪式；1993年6月18日，该潜艇被交付于美国海军；1993年7月10日，该潜艇正式服役。
作为弹道导弹核潜艇，内布拉斯加号潜艇携带有三叉戟导弹。该潜艇的昵称为“Big Red”——这也是内布拉斯加大学和康奈尔大学的昵称。
内布拉斯加号潜艇最初入驻佐治亚州的金斯湾海军基，被编入第十潜艇集群；后于2004年10月1日迁往华盛顿州的班戈海军潜艇基地，被编入第九潜艇集群，第十七潜艇中队。
2008年9月20日，内布拉斯加号潜艇在瓦胡岛附近海域下潜时发生一起事故，一名艇员死亡。当时该名艇员正在船舵附近区域进行清理工作，由于未采取安全预防措施，在潜艇转向时该名艇员被挤压致死。此外，再无艇员在此事故中受伤，潜艇也未在该事故中受损。

## 延伸阅读
Big Red: The Three-Month Voyage of a Trident Nuclear Submarine, by Douglas C. Waller. April, 2002